# Olof Rudbeck den yngre

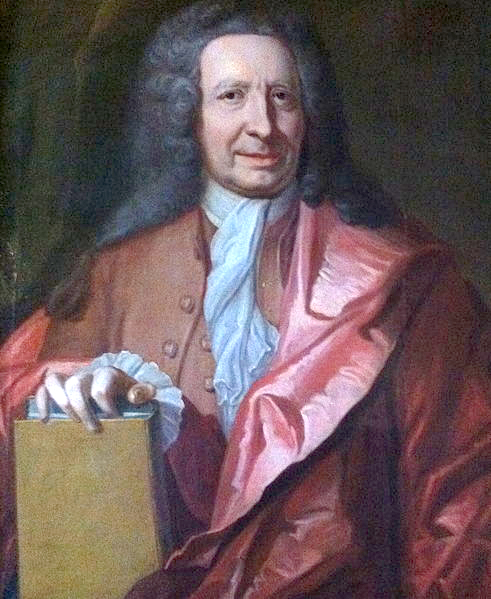
Olof Rudbeck den yngre, oljemålning.

Olof Rudbeck den yngre, född 15 mars 1660 i Uppsala, död 23 mars 1740 i Uppsala, var en svensk naturhistoriker och språkforskare, professor i medicin och rektor för Uppsala universitet. Rudbeck, som var en pionjär inom botanik och ornitologi, adlades 1719.

## Biografi
Rudbeck var näst äldste son till Olof Rudbeck d.ä. och Vendela Lohrman. Undervisad av sin berömde far i botanik och teckning och handledd för övrigt av skickliga lärare, blev sonen student vid Uppsala universitet, studerade medicin och utgav 1686 en disputation, De propagatione plantarum under presidium av Andreas Drossander. Gunnar Eriksson har bedömt detta verk som den moderna botanikens födelse i Sverige. För avhandlingen fick han 100 dukater av drottning Ulrika Eleonora. Sedan han samma år utnämnts till medicine adjunkt, reste han 1687 till England, Holland och Tyskland för att studera botanik. I Utrecht promoverades han 1690 till medicine doktor för avhandlingen Dissertatio de fundamentali plantarum notitia rite acquirenda. I det verket efterlyser Rudbeck en växtsystematik, något som skulle realiseras generationen därefter av Rudbecks student Carl von Linné.
Han var en av medlemmarna av Dän Swänska Theatren, som uppträdde i Lejonkulan och Stora Bollhuset i Stockholm under 1680-talet och som är känd för sin pionjärroll som Sveriges första inhemska svenskspråkiga offentliga teater.
Återkommen till hemlandet 1691, utnämndes han följande år till medicine et botanices professor i survivans efter fadern och övertog tillika huvudansvaret för bearbetningen av dennes Campi Elysii. Tre år senare, 1695, företog han på Karl XI:s befallning en resa till Lappland, en resa han ämnade beskriva i ett verk, Lapponia illustrata, av vilka endast den första av flera planerade delar utkommit, då manuskriptet och dess arbetsanteckningar förstördes vid den stora eldsvådan i Uppsala 1702. 
Under sin vistelse i Lappland hade han tyckt sig finna en viss likhet mellan samernas språk och hebreiskan, något som grundades på den bibliska föreställningen om språkens uppkomst och språkförbistringen efter Babels torn. Efter hemkomsten kastade han sig med entusiasm över språkforskning och skrev ett arbete i tio tjocka volymer kallat Lexicon harmonicum, för att bevisa inte bara samiskans likheter med hebreiskan, utan finskans med ungerskan och götiskans med kinesiskan, allt till försvar för faderns atlantiska teorier. Endast en liten del av verket utgavs som provtryck 1716. Handskriften inlöstes 1760 till Uppsala universitetsbibliotek. Han utgav för övrigt åtskilliga andra avhandlingar i samma syfte. 
År 1719 adlades Rudbeck och bosatte sig sedan i Brunna, Kydingeholm och Brolöfsta. 
Året därefter befriades han från plikten att hålla de botaniska föreläsningarna, vilka en kort tid sköttes av Carl von Linné, och frikallades 1730 också från de medicinska. Vid uppnådda sjuttionio år (1739) utnämndes han till arkiater, men avled kort därefter den 23 mars 1740.
Av sin far hade Rudbeck ärvt intresset för vissa kunskapsarter, men saknade det skarpa, blixtrande intellekt som på ett så förvånande sätt uppenbarat sig i faderns Atlantica. Trots det var han en man som genom sin djupa lärdom och outtröttliga forskningsiver förde det Rudbeckska namnet vidare. 1719 blev han en av de första ledamöterna av den av Erik Benzelius d.y. grundade Vetenskapssocieteten i Uppsala.
Rudbeck var en pionjär inom ornitologin och han höll de första ornitologiska föreläsningarna i Sverige 1727–1731. Dessa föreläsningar höll han utifrån den bok han själv skrivit om Sveriges fåglar. Boken, som brukar kallas Rudbecks fogelbok påbörjades redan 1693 men gavs aldrig ut förutom som faksimilutgåva 1985. Hans ornitologiska föreläsningar bevistades av Peter Artedi och Carl von Linné. Den senare hedrade sin lärare genom att uppkalla en blomma efter honom, Rudbeckia.
Rudbeck deltog i musikverksamheten i Uppsala ledd av fadern. Han finns avbildad  i den tygapplikation han själv gjort. Den framställer hur Olof Rudbeck den äldre sittande omgiven av sin familj sjunger och dirigerar Olof den yngre vid klavikordet, döttrarna Johanna Christina och Wendela samt sonen Gustaf, sång. Hustrun Wendela lyssnar.
Rudbeck komponerade 1701 en begravningssång "Kunde du så hastigt afskied taga" till systerdottern Wendela Catharina I Nobelia.

## Äktenskap
Rudbeck var gift tre gånger. Första äktenskapet ingick han 1691 med Katarina Goeding, dotter till rådmannen Anders Johansson och Catharina Hansdotter Giöding, samt syster till professor Andreas Goeding. I detta äktenskap föddes tre barn. Sonen Olof blev kapten vid Upplands regemente, gifte sig med Anna Maria Törne och blev far till Thure Gustaf Rudbeck. Dottern Vendela blev gift med adjunkten Petrus Martin samt mor till Roland Martin, och dottern Catharina var först gift med Rudbecks inneboende Michael Eneman och sedan med Anders Bergencrantz.
Andra äktenskapet ingicks 1697 med Anna Katarina Schönström. Hon var dotter till Peter Svedberg, adlad Schönström, och Anna Margaretha Behm. I det äktenskapet föddes åtta barn.
1721 gifte sig Rudbeck för tredje gången, med sin kusins dotter Charlotta Rothenburg. Hon var dotter till jägmästaren Carl Fredrik Rotenburg och Christina Rudbeckia. I det äktenskapet föddes fem barn. Linné kallade henne för en virago, en satkärring, och Rudbecks liv ska ha förmörkats under det sista äktenskapet.